# Jan Wayne
Jan Wayne, artiestennaam van Jan Christiansen (Husum, 11 januari 1974), is een Duitse dj.

## Biografie
Jan Wayne is geboren in 1974. Hij was altijd al geïnteresseerd in muziek en begon muziek te draaien op feestjes van zijn vrienden. Hij probeerde later in contact te komen met enkele clubs en mocht af en toe korte periodes muziek draaien tussen de pauzes van de andere DJ's. Hierna werd hij vrij snel zelf DJ en werd gevraagd op verscheidene feesten. In 1992 sloot hij zich aan bij een agentschap en werd toen in korte tijd bekend in Noord-Duitsland. 
In 2001 kwam zijn eerste single op de markt, namelijk een remix van Total Eclipse of the Heart. Hiermee brak hij door in Europa en begon zijn succes. De volgende single Because the Night (origineel van Bruce Springsteen, maar vooral bekend door de versie van Patti Smith) - wederom een remix - werd nog populairder. Vooral dan in zijn thuisland Duitsland, maar ook in Nederland en Vlaanderen scoorde hij hiermee een grote hit.
In 2003 werd Jan Wayne genomineerd voor de Duitse "Echo"-award in de categorie "Best National Dance Act" en kwam eveneens aan bod bij de TMF-Awards waar hij de prijs voor "Beste Dance artiest Buitenland" kreeg. Zijn singles oogsten nog steeds veel succes in Duitsland en de single Put Your Hands In The Air (Uhh Ooh!) betekende opnieuw een Europees succes.
In 2005 startte hij een eigen productiestudio en wijdde deze onmiddellijk in met de release van enkele nieuwe singles. Hij heeft een eigen platenlabel opgericht: "Deutsche Dance Records".

## Discografie

### Albums
- 2002 - Back Again
- 2003 - Gonna Move Ya

### Singles
- 2001 - "Total Eclipse of the Heart"
- 2002 - "Because the Night"
- 2002 - "Only You"
- 2002 - "More Than a Feeling"
- 2003 - "Love Is a Soldier"
- 2003 - "1,2,3 (Keep the Spirit Alive)"
- 2004 - "Here I Am (Send Me an Angel)"
- 2005 - "Mad World"
- 2006 - "Time to Fly"
- 2007 - "I Touch Myself" (with Scarlet)
- 2008 - "Numb (Encore)"
- 2008 - "Wish You Were Here" (with Scarlet)
- 2009 - "Hello"
- 2009 - "Wherever You Will Go"
- 2010 - "Black Velvet"
- 2010 - "L'amour Toujours"